# Klostermeier-Weiher
Der Klostermeier-Weiher ist ein künstliches Gewässer bei Maising in Oberbayern. Der Weiher war auf der Uraufnahme noch nicht vorhanden. Auf dem Klostermeier-Weiher finden Sautrogrennen statt.